# Взрыв после полуночи

Кадр из фильма «Взрыв после полуночи»

«Взрыв после полуночи» — советский художественный историко-революционный фильм, снятый в 1968 году киностудией «Арменфильм» имени Амо Бекназаряна режиссёрами-постановщиками Степаном Кеворковым и Эразмом Карамяном по сценарию Иосифа Прута и Эразма Карамяна.
Согласно титрам фильма, он был посвящён «юношам и девушкам первых лет революции, тем кто поднимал паруса романтики на бригантинах плывущих в будущее, безвременно ушедшим и вечно живым». По утверждению Вл. Баулина, фильм был посвящён юбилею Ленинского комсомола.

## Сюжет
Весной 1919 года в Дагестан вторглись деникинцы, из-за чего сухопутная связь Красной Астрахани с закавказским революционным подпольем оказалась прерванной. После того как Грозный оказался захвачен белыми, молодая страна Советов осталась без нефти. Остро нуждалась Советская Россия в бакинской нефти, но все пути к ней были перекрыты. Киров, будучи членом Реввоенсовета 11-й армии, поручил Георгию Атарбекову (председателю астраханской ЧК), установив связь с дагестанским ревкомом, обеспечить закупку бензина и контрабандную доставку горючего. Большевиками Астрахани была задумана очень рискованная и смелая операция. Атарбеков отправил в порт Петровск актёров агитбригады Ануш (дочь писателя, расстрелянного белогвардейцами) и Армена, снабдив их документами задержанного Мехмеди (пробиравшегося домой с женой и горничной коммерсанта из Персии). С ними же, под видом горничной, была отправлена медсестра Галя.
В это же время в Астрахань для установления связи с мятежниками под видом матроса пробрался полковник Самарин из деникинской контрразведки, посещающий белогвардейское подполье и явки контрреволюционеров, легко обманывающий простодушных местных. Параллельно приключениям Самарина, смелые советские разведчики, добравшись до Грозного, начали вести двойную жизнь. Они покорили своими обаянием и светскостью местных миллионеров и генералов Деникинской армии, что позволило им пробраться в высший круг нефтедобытчиков Закавказья, после чего разведчики начали готовить караваны контрабандного горючего. В скором будущем нефтяные караваны начали отправляться в Астрахань. На обратном пути из Петровска белогвардейский эсминец задержал бригантину актёров, и Ануш взорвала её при помощи гранаты.

## Съёмочная группа
| Авторы сценария                                                                  | Иосиф Прут, Эразм Камарян      |
| Режиссёры-постановщики                                                           | Степан Кеворков, Эразм Карамян |
| Главный оператор                                                                 | Арташес Джалалян               |
| Режиссёр                                                                         | А. Егиазарян                   |
| Художник-постановщик                                                             | Рафаэль Бабаян                 |
| Композитор                                                                       | Эдгар Оганесян                 |
| Звукооператор                                                                    | Нина Джалалян                  |
| Художник по костюмам                                                             | А. Шакарян                     |
| Редактор                                                                         | Л. Карагезян                   |
| Монтажёр                                                                         | В. Айказян                     |
| Художник-гримёр                                                                  | Х. Залян                       |
| Оператор                                                                         | Р. Жамгарян                    |
| Ассистент оператора                                                              | М. Ханамирян                   |
| Оператор комбинированных съёмок                                                  | Н. Илюшин                      |
| Художник комбинированных съёмок                                                  | М. Полунин                     |
| Симфонический оркестр радио и телевидения Армянской ССР, дирижёр — Р. Мангасарян |                                |
| Директор картины                                                                 | Р. Сароян                      |

## В ролях
- Валерий Виноградов — Киров, член Реввоенсовета 11-й армии
- Гурген Тонунц — Атарбеков, председатель Астраханской ЧК
- Кюнна Игнатова — Ануш
- Эдуард Арутюнян — Армен (озвучивает Артем Карапетян)
- Тамара Носова — Галина, медсестра[3]
- Юсуп Даниялов — «Старик»
- Семён Соколовский — Самарин, полковник деникинской контрразведки
- Владимир Кенигсон — Рендель
- Фрунзик Мкртчян — Мухташев (озвучивает Евгений Весник)
- Гуж Манукян — Шакро
- Мустафа Сулейманов — Шамиль
- Микаэла Дроздовская — Дуська
- Гурген Шахназарян — чиновник
- Ирина Мурзаева — жена чиновника
- Авет Аветисян — контрабандист
- Ашот Нерсесян — старый рыбак
- Леонид Чубаров — морячок
- Алексей Бахарь — фон Розен
- Борис Битюков — прапорщик Рудько (в титрах — Б. Битюгов)
- Нина Алисова — хозяйка публичного дома
- Владимир Белокуров — священник
- Валентин Брылеев — Лимонадов (в титрах — В. Брилеев)
- Эммануил Геллер — Мехмеди Амин
- Арчил Гомиашвили
- Владимир Гуляев — солдат, благодаривший актёров
- Михаил Иоффе
- Юрий Леонидов — капитан «Андрея Первозванного»
- Шарапутдин Манташев — эпизод
- Леонид Пархоменко — бандит в тюрьме ЧК
- Сергей Харченко — подручный Ренделя(в титрах — В. Харченко)
- Лидия Шубина
- Леонид Кмит — поручик, бежавший из Астрахани
- Авет Восканян — контрабандист[источник не указан 103 дня]
- Николай Горлов — Кащеев (озвучивает Николай Граббе)
- Виктор Колпаков — мужик в телогрейке
- Анатолий Соловьев — Тимофеич (озвучивает Владимир Балашов)
- Петр Савин — чекист
- Иван Савкин — чекист, допрашивающий Самарина и «морячка»
- Александр Барушной — кубанский генерал, выступающий в Петровске
- Игорь Милонов — казак в Петровске
- Александр Анисимов — офицер контрразведки
- Сергей Голованов

## Производство и прокат
Широкоэкранный фильм «Взрыв после полуночи» был снят в 1968 году на киностудии «Арменфильм» имени Амо Бекназаряна. Он состоит из 10 частей общей длиной 2843 метра. Выпущен на экран 13 октября 1969 года. За первый год проката его посмотрели 23,9 млн зрителей.

## Критика
Кинокритик Михаил Белявский в 1969 году на страницах журнала «Спутник кинозрителя» в обзоре фильма «Взрыв после полуночи» отметил, что в нём, в сравнении с удачной, увлекательной и запоминающейся лентой тех же режиссёров С. Кеворкова и Э. Карамяна «Чрезвычайное поручение», актёры Гурген Тонунц и Семён Соколовский поменялись ролями преследуемого и преследующего. Белявский оценил разворачивающиеся на экране события, как поистине кинематографические, лихо задуманные и умело снятые приключения, которые не оставят равнодушными никого из зрителей. Белявский назвал вполне закономерным решение о постановке на экране исторической революционной темы в приключенческом ключе, и, отметив, что такое решение приносит успех, когда создатели произведения концентрируют внимание на созданных ими объёмных исторических образах и событиях, а не на визуализации экзотических деталей и прочих внешних подробностей, выразил своё сожаление о том, что режиссёры, ранее находившие удачные пропорции для достоверно правдивой, но, в то же время, романтически приподнятой и увлекательной подачи революционной тематики, в картине «Взрыв после полуночи» успеха не добились. По утверждению Белявского, калейдоскоп кинематографических деталей, выгодных для приключенческого фильма, затопил драматичность событий революционной борьбы, эпизоды о которой (например о С. М. Кирове, возглавлявшем астраханских большевиков) получились, по мнению Белявского, проходными и довольно бледными. Сам Белявский выделил в фильме эпизоды о явках контрреволюционеров, «сладкой жизни» и пьяном угаре белогвардейского подполья, возмутительных простодушии и беспечности обманываемых переодетым полковником Самариным людей, смелом и прозорливом Атабекове, полной опасности двойной жизни разведчиков, проникших в высшие круги грозненских нефтепромышленников.
Кинокритик Андрей Зоркий в 1970 году на страницах журнала «Искусство кино» в обзорной статье, посвящённой таджикскому кинематографу, приводил «Взрыв после полуночи» в качестве одного из примеров распространённого недостатка в приключенческом кино, когда торжествующее в эпизодах кинофантазирование противоречит и прологу с его документализмом и фактической истории, заложенной в основу произведения.
М. Стамболцян в своей статье, опубликованной в 1987 году в сборнике статей Института искусств Академии наук Армянской ССР «Армянское советское искусство на современном этапе» и посвящённой теме революции в армянском кино того времени, заметил, что фильм «Взрыв после полуночи» вполне мог бы стать третьим в серии фильмов о Камо, снятой теми же авторами, настолько эти ленты схожи, и настолько, по мнению Стамболцяна, не имеет значения, как зовут героя и его прототипа. Актёр, игравший Камо, теперь играет чекиста Георгия Атарбекова, под руководством которого задерживается персидский купец, направлявшийся на Кавказ. И вновь, как и в фильмах о Камо, начинаются переодевания: вместо купца отправляют одного актёра и двух актрис местного театра, дав им задание раздобыть для молодой республики нефть. По утверждению Стамболцяна, зрители настолько увлекались вопросом того, разоблачат переодетых или нет, что забывали о главной цели переодевания, а выпадающие из сюжета редкие эпизоды с Кировым, Атарбековым и их сподвижниками воспринимали как досадные помехи, мешающие раскручиванию интриги.
Киновед Сергей Капков в своей книге «Королевы смеха. Жизнь, которой не было?» 2011 года издания отмечал, что несмотря на то, что отважная Галина, сыгранная Тамарой Носовой, погибает в финале картины «Взрыв после полуночи», элементы комедийности в этой роли всё равно присутствовали.
Киновед Александр Фёдоров в своей книге «Тысяча и один самый кассовый советский фильм» 2023 года издания отмечал, что «в год выхода „Взрыва после полуночи“ в прокат советские зрители встретили его с энтузиазмом, однако кинопресса отреагировала довольно прохладно».